# Monnayé
Monnayé (titre original : Making Money) est le trente-deuxième livre des Annales du Disque-monde, saga écrite par Terry Pratchett. L'œuvre originale fut publiée en 2007. Traduit par Patrick Couton, il a été publié en France chez L’Atalante en 2009.

## Résumé
Moite von Lipwig ministre des postes d'Ankh-Morpork s'ennuie dans sa fonction et, à la suite de quelques péripéties, se retrouve à la tête de la banque royale d'Ankh-Morpork et de son hôtel de la monnaie...